# لاري ووكر
لاري ووكر (بالإنجليزية: Larry Walker)‏ (و. 1966  م) هو لاعب كرة قاعدة، من كندا، ولد في مابل ريدج، كولومبيا البريطانية، يلعب كلاعب دفاع ‏.

## جوائز
حصل على جوائز منها:
- جائزة اللاعب الأكثر قيمة لدوري كرة القاعدة الرئيسي [الإنجليزية]‏.

## وصلات خارجية
- لاري ووكر على موقعبيزبول رفرنس.كوم (الدوري الرئيسي) (الإنجليزية)
- لاري ووكر على موقعبيزبول رفرنس.كوم (الدوري الثانوي) (الإنجليزية)
- لاري ووكر على موقع مشجعي الرسوم البيانية (الإنجليزية)
- لاري ووكر على موقع قاعة مشاهير كرة القاعدة (الإنجليزية)
- لاري ووكر على موقع قاعة كولورادو للمشاهير الرياضية (الإنجليزية)

- لاري ووكر على موقع IMDb (الإنجليزية)